# Макгвайр, Марк
Марк Девид Макгвайр (англ. Mark David McGwire, род. 1 октября 1963 года) по прозвищу Биг Мак — американский профессиональный бейсболист, в настоящее время работающий тренером отбивающих в клубе Главной лиги бейсбола «Лос-Анджелес Доджерс». Макгвайр выступал в МЛБ с 1986 по 2001 год на позиции игрока первой базы в клубах «Окленд Атлетикс» и «Сент-Луис Кардиналс». Уже в своём дебютном сезоне в высшей лиге он привлёк к себе внимание прессы, выбив 33 хоум-рана ещё до матча всех звёзд МЛБ, а всего за сезон он выбил 49, став лидером лиги по этому показателю и установив рекорд по хоум-ранам для новичков. Макгвайр шесть раз подряд с 1987 по 1992 год приглашался на матч всех звёзд. После небольшого спада в выступлениях, с 1995 по 2001 год он вновь стал одним из лучших игроков лиги и принимал участие в матче всех звёзд. Кроме того, с 1996 по 1999 год он вновь становился лидером МЛБ по хоум-ранам.
В 1998 году он установил рекорд МЛб по количеству хоум-ранов, выбитых за один сезон, — 70 и лишь через три года его достижение превзошёл Барри Бондс, выбивший за регулярный чемпион 73 хоум-рана. Макгвайр также становился лидером лиги по runs batted in, дважды по базам за боллы, один раз по проценту попадания на базу и четыре раза по проценту слаггинга. В 2000 и 2001 годах его показатели из-за травм значительно ухудшились, что привело к завершению его игровой карьеры. На момент ухода из МЛБ он выбил 583 хоум-рана, что являлось пятым показателем в истории лиги.
В среднем за карьеру Макгвайр выбивал хоум-ран каждые 10,61 выходов на биту, что является лучшим соотношением в истории бейсбола (второе место занимает Бейб Рут с соотношением 11,76). Марк также быстрее других бейсболистов сумел выбить 500 хоум-ранов — всего за 5487 выходов на биту. В 2010 году Макгвайр публично признался, что на протяжении больше части своей карьеры принимал допинг.
20 апреля 2002 года Макгвайр женился на Стефани Слемер. У пары пять детей — сыновья Макс и Мэйсон, и дочери-тройняшки Марло Роуз, Моне Роуз и Монро Роуз (род. 1 июня 2010). Также у Макгвайра есть сын Мэттью (род. 1987).